# Komet iz leta 1729
Komet iz leta 1729 (uradna oznaka je C/1729 P1, znan je tudi kot Komet Sarabat) je neperiodični komet, ki ga je odkril Nicolas Sarrabat (1698–1739) v letu 1729.

## Odkritje
Komet je odkril 1. avgusta 1729 Nicolas Sarrabat, profesor matematike v francoskem mestu Nîmes in član skupnosti jezuitov. Komet je opazoval s prostim očesom. Takrat se je komet nahajal v ozvezdju Žrebička (Equulus). Spominjal ga je na svetlo in megličasto zvezdo. Najprej ni bil prepričan ali vidi komet ali del krajevne Galaksije. Pozneje se je prepričal, da je odkril komet. Jacques Cassini (1677–1756) je opazoval komet vse do 18. januarja 1730, ko se je komet pomaknil v ozvezdje Lisičke (Vulpecula).
Komet so torej lahko opazovali izredno dolgo. Navidezna magnituda ni nikoli bila višja od 3 do 4.

## Tir
Kometov tir je bil precej nenavaden. Bil je paraboličen. V prisončju je bil na razdalji 4,05 a.e. od Sonca, kar je znotraj Jupitrovega tira. Kljub temu je bil izredno svetel in dobro viden celo s prostim očesom. Skupno so ga lahko opazovali celih 6 mesecev. Njegova absolutna magnituda je bila -3,0. Iz tega se lahko sklepa, da je bil izredno velik komet z jedrom, ki imelo premer približno 100 km.